# Andrew Stanton

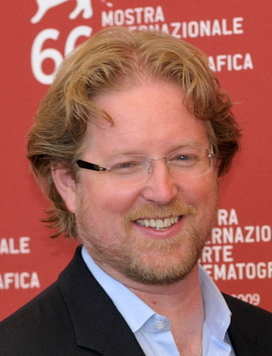
Andrew Stanton

Andrew Stanton (* 3. Dezember 1965 in Boston, Massachusetts) ist ein US-amerikanischer Regisseur und Drehbuchautor insbesondere für Animationsfilme.

## Wirken
Andrew Stanton ist Mitarbeiter der Pixar Animation Studios. 1995 gab er dort sein Debüt als Drehbuchautor für Toy Story. Drei Jahre später drehte er zusammen mit seinem Kollegen John Lasseter den Film Das große Krabbeln. Sein erster eigener Langfilm als Regisseur war Findet Nemo, für den er 2004 den Oscar erhielt und mit zwei Annie Awards ausgezeichnet wurde. Mit John Carter – Zwischen zwei Welten (2012) drehte Stanton seinen ersten Realfilm. 
Andrew Stanton ist auch als Ausführender Produzent tätig und wirkte so an Ratatouille aus dem Jahr 2007 mit. Als Drehbuchautor war er an der Serie Obi-Wan Kenobi (2022) beteiligt.
Anfang September 2009 wurde Stanton bei den 66. Filmfestspielen von Venedig gemeinsam mit seinen Berufskollegen Brad Bird, Pete Docter, John Lasseter und Lee Unkrich mit dem Goldenen Löwen für das Lebenswerk geehrt.

## Filmografie (Auswahl)
Als Regisseur
- 1987: A Story (Kurzfilm)
- 1998: Das große Krabbeln (A Bug's Life)
- 2003: Findet Nemo (Finding Nemo)
- 2008: WALL·E – Der Letzte räumt die Erde auf (WALL·E)
- 2012: John Carter – Zwischen zwei Welten (John Carter)
- 2016: Findet Dorie (Finding Dory)
- 2017: Stranger Things (Serie, zwei Episoden)
- 2018: Better Call Saul (Serie, eine Episode)
- 2019: Legion (Serie, eine Episode)
- 2020: Tales from the Loop (Fernsehserie, 1 Episode)
- 2024: 3 Body Problem (Serie, 1 Episode)

Als Drehbuchautor
- 1987: A Story
- 1995: Toy Story
- 1998: Das große Krabbeln (A Bug's Life)
- 1999: Toy Story 2
- 2001: Die Monster AG (Monsters, Inc.)
- 2003: Findet Nemo (Finding Nemo)
- 2008: WALL·E – Der Letzte räumt die Erde auf (WALL·E)
- 2012: John Carter – Zwischen zwei Welten
- 2016: Findet Dorie (Finding Dory)
- 2019: A Toy Story: Alles hört auf kein Kommando (Toy Story 4)
- 2022: Obi-Wan Kenobi (Miniserie)

## Auszeichnungen (Auswahl)
- 2004: Oscar in der Kategorie “Bester animierter Spielfilm” für Findet Nemo
  - weitere Nominierung: “Bestes Original-Drehbuch” (mit Bob Peterson und David Reynolds)
- 2008: Nebula Award in der Kategorie “Best Script (Bestes Drehbuch)” für WALL·E – Der Letzte räumt die Erde auf (mit Pete Docter und Jim Reardon)
- 2009: Oscar in der Kategorie “Bester animierter Spielfilm” für WALL·E – Der Letzte räumt die Erde auf
  - weitere Nominierung: “Bestes Original-Drehbuch” (mit Pete Docter und Jim Reardon)
- 2011: Nominierung: Oscar in der Kategorie “Bestes adaptiertes Drehbuch” (mit Michael Arndt, John Lasseter und Lee Unkrich)